# الموسوعة العربية الميسرة
الموسوعة العربية الميسرة هي موسوعة عربية صدرت تحت إشراف محمد شفيق غربال بعد تصديق من الرئيس جمال عبد الناصر، وتقع في حوالي 2,000 صفحة. صدرت الطبعة الأولى في القاهرة عام 1965 م عن مؤسسة دار الشعب ومؤسسة فرانكلين للطباعة والنشر، بدعم مالي من مؤسسة فورد الأمريكية. والطبعة الثانية عام 2001 أما الطبعة الثالثة فصدرت عام 2009، وتعد من أضخم الأعمال الثقافية في ذلك العصر حيث شارك في إعدادها العديد من ذوي الخبرة في المجالات المختلفة مثل الدكتورة سهير القلماوي والدكتور إبراهيم مدكور والدكتور زكي نجيب محمود والدكتور صبحي عبد الحكيم والدكتور علي توفيق شوشة، وغيرهم من المثقفين والعلماء، وهي مرتّبة حسب الألفبائية العربية وملحق في نهايتها مجموعة من الصور والرسوم والإيضاحات والخرائط.
توفي محمد شفيق غربال قبل طبع الموسوعة بعد مرض قصير في القاهرة.